# Раме, Пьер де ла
Пьер де ла Раме, Пётр Рамус (фр. Pierre de la Ramée, лат. Petrus Ramus; 1515, Кютс — 26 августа 1572, Париж) — французский философ, логик, математик, риторик, педагог и гуманист. С его именем связана реформа латинского алфавита, а именно введение в него букв J и V. Также работал над понятийным аппаратом синтаксиса, создал систему членов предложения. Убит в ходе Варфоломеевской ночи.

## Биография
Раме происходил из древнего, но совершенно обедневшего рода; его отец был плотником. Он сделался слугой дворянина де Бросса, чтобы иметь возможность вместе с господином слушать лекции в Париже. Выдержав экзамен на магистра искусств (фр. maître ès arts), Раме стал читать лекции в Париже.
Снискал известность ещё в 20-летнем возрасте, когда выступил с тезисом «всё, сказанное Аристотелем — ложно» (Quaecumque ab Aristotele dicta essent, commentitia esse). 
В магистерской диссертации (1536) и в последующих работах Раме выступал с резкой критикой схоластического аристотелизма.
В 1543 году Раме выпустил в свет два сочинения: «Dialecticae partitiones ad Academiam Parisiensem» и «Aristotelicae animadversiones», навлекшие на него ряд гонений (в особенности со стороны Пьера Галланда). За борьбу против схоластики Раме был отстранён от преподавания в Парижском университете (1544), а книги были сожжены. Такой суровый приговор критику Аристотеля неудивителен, если припомнить строгий эдикт Людовика XI против номиналистов (1473) и эдикт Людовика XIII, ещё в 1624 году запретивший под страхом смертной казни нападки на систему Аристотеля.
В 1547 году Раме получил разрешение читать лекции и печатать сочинения по философии. Он переиздал свои замечания по работам Аристотеля и, кроме того, издал комментарии к некоторым сочинениям Цицерона и к риторике Квинтилиана. Эти работы также подверглись преследованию со стороны Сорбонны; однако благодаря содействию кардинала Карла Лотарингского в 1551 году Раме был назначен профессором красноречия и философии в Коллеж де Франс.
В 1559 году Раме издал латинскую грамматику, в 1560-м — греческую, в 1562-м — французскую. Раме постепенно приобрёл большое значение в университете, его неоднократно выбирали в депутаты для ходатайств перед королём. В 1562 году Раме написал замечательный проект реформы университета «Advertissements sur la reformation de l’université de Paris, au Roy». Главным недостатком существующего порядка он считал слишком большое число учащих и рекомендовал поручить преподавание нескольким профессорам, получающим плату от правительства. Этот проект, главнейшие положения которого были впоследствии осуществлены, вызвал бурю негодования среди профессоров.
В 1568 году наступившие религиозные смуты заставили Раме, принявшего в 1561 году кальвинизм, покинуть Францию. Он читал лекции в Гейдельберге, побывал в Швейцарии, вновь возвращался на родину, вновь должен был её покинуть и, наконец, погиб во время резни, известной под именем Варфоломеевской ночи. В его убийстве общественное мнение обвиняло профессора Жана Шарпантье.
Раме можно считать предшественником Декарта. Он боролся за права разума, признавая его высшей инстанцией. Он настаивал на том, что метод есть отличительная черта науки и что истинная методология может быть найдена, если будет постигнут человеческий дух. Освободить разум от «аристотелевских пут», упростить методы наук, прочно поставить изучение математики во Франции, добиться признания свободы совести, указать истинную цель философии как изучение человеческой души — вот главнейшие задачи, к осуществлению которых стремился Раме.
Как отмечает проф. Джордж Хупперт, друзья еще долго вспоминали Раме как подлинно великого человека, революционера, сравнимого с Коперником.

## Философия
Обладая скептическим умом и замечательными диалектическими способностями, Раме употребил всю свою жизнь на борьбу с авторитетом философов и ученых Древней Греции. Недовольный схоластической интерпретацией аристотелевской логики, он подверг сомнению не только подлинную систему его силлогистики, но и то различие, которое Аристотель проводил между знанием и мнением, аналитическими и диалектическими рассуждениями. Раме писал: 

 Аристотель, или более точно, последователи его теорий, считали, что существуют два рода рассуждений или дискуссий, одни из которых применимы в науке и называются Логикой, а другие — имеют дело с мнениями и называются Диалектикой. Однако, несмотря на всяческое уважение к таким великим учителям, они во многом были неправы. В действительности оба эти термина, Диалектика и Логика, обозначают ту же самую вещь… Кроме того, хотя наши знания о вещах рассматриваются либо как необходимые и научные или же как случайные и фактуальные мнения, подобно тому, как мы воспринимаем все цвета как неизменные или изменяющиеся, точно так же искусство познания, то есть Диалектика и Логика, являются той же самой доктриной рассуждения о чём-либо.
Раме придавал наибольшее значение не развитию уже существующих идей, а открытию чего-то нового, до сих пор неизвестного. В трудах его предшественников по логике и диалектике его прежде всего интересовали методы поиска и способы обоснования новых истин. Схоластике, с её отвлечёнными спекуляциями, он противопоставлял идею логически обоснованного и практически ориентированного метода, т. н. искусства изобретения. По мысли Раме, средством создания такого метода должна служить «новая» логика, которая призвана изучать «естественный процесс мышления». Под влиянием идей Цицерона и Квинтилиана Раме выступал за сближение логики с риторикой.
В XVI—XVII вв. учение Раме пользовалось большим влиянием в различных странах. Его логические взгляды оказали воздействие на Лейбница и логику Пор-Рояля. Опираясь на Раме, страсбургский педагог Иоганн Штурм продолжил этот путь реформы логики. Под влиянием взглядов Рамуса сформировался ряд течений и учений в философии США, особенно новоанглийский пуританизм.

Логика Рамуса оказала глубокое, а по мнению ряда исследователей, и выдающееся воздействие на пуританскую философию. … Сам Рамус … чествовался в свои дни как «французский Платон». — Покровский Н.Е. Ранняя американская философия. М., 1989. — С. 86, 87.
Среди мыслителей, воспринявших некоторые идеи Рамуса, можно также назвать Дж. Беркли, который в своем произведении «Три разговора между Гиласом и Филонусом» ввел в своё философское учение понятия эктипов и архетипов, воспользовавшись тем самым рамистской терминологией.

Согласно учению Рамуса, усвоенному кембриджскими неоплатониками и перенесенному в Новый свет пуританскими теологами, в мире существует три вида, вернее три источника знания. Это — архетип (божественный образец, прообраз всех сущих вещей), энтип (земное воплощение этого образца в результате творения), эктип (представления людей о сотворенном мире).
Употребление Беркли этой терминологии, в сущности своей восходящей к схоластике, было несколько отличным от принятого в пуританской теологии. — Покровский Н.Е. Ранняя американская философия. - М., 1989. — С. 186.
Беркли «упростил» рамистскую иерархию источников знания, исключив из неё «энтипы». Для Беркли

между архетипом и эктипом не должно существовать никакого самостоятельного и реального посредника, прежде всего материального. — Покровский Н.Е. Ранняя американская философия. М., 1989. — С. 87.
Из противников Раме выдавался Шарпантье, или Карпентариус, на сочинение которого «Descriptio universae naturae ex Aristotele» Раме отвечал сочинениями «Scholarum physicarum libri octo» (1565) и «Scholarum metaphysicarum libri quatuordecim» (1566).
Никакого вклада в физику первое из этих сочинений не внесло, но оно во многом содействовало падению авторитета философии Аристотеля в целом и его «Физики» в частности.

## Математика
Из математических сочинений Раме наиболее значимым было «Р. Rami prooemium mathematicum in tres libros distributum» (П., 1567). Предмет этого сочинения составляла собственно история математики, изложенная в размерах очень скромных по причине крайне скудного запаса доступных в то время материалов. Автор при этом старался использовать наиболее достоверные из находящихся в его распоряжении источников. Историю математики Раме делил на четыре периода:
1. халдейский: от Адама до Авраама;
2. египетский: от Авраама, который перенес математику в Египет;
3. греческий: от Фалеса до Теона Александрийского со включением также и римских математиков и
4. новейший: от Теона до последнего времени.

Первые три периода занимают в изложении автора всего 40 страниц. Что же касается новейшего, то автор предоставляет его разработку другим. В 1569 году рассматриваемое сочинение было введено автором в состав другого, также выдающегося его математического труда. Труд этот носил заглавие «Р. Rami Scholarum mathematicarum libri unus et triginta» (Франкфурт, 1559; Базель, 1569) и касался собственно всех отделов математики. Главное место в нём было отведено «Элементам» Евклида, к которым, в соответствии с общим направлением своей деятельности, Раме относился с резкой критикой и едва скрываемым порицанием. Нападая на Евклида, Раме не щадил и самую науку. Поэтому сочинение Раме почти не получило распространения между математиками. Даже особенно ценная историческая его часть вполне игнорировалась последними. Известными исключениями в этом отношении были только ученые: Андрей Таке, польский математик Ян Брозек (латинизированное Broscius) и финляндский математик Кекслерус, шедшие в своих многочисленных сочинениях по элементарной математике по стопам Раме и Питискуса.

## Сочинения

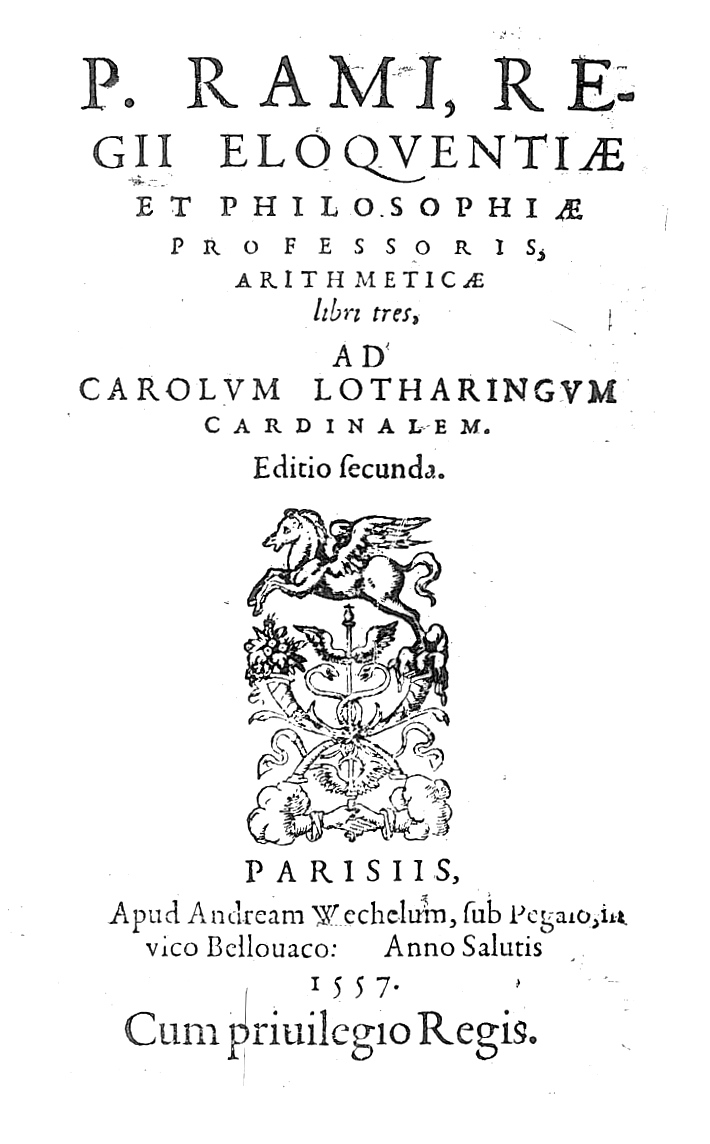
Arithmeticae libri tres, 1557

- Aristotelicae Animadversiones (1543)
- Brutinae questiones (1547)
- Rhetoricae distinctiones in Quintilianum (1549)
- Диалектика (Dialectique, перепечатана и изменена в 1550 и 1556)
- Арифметика (Arithmétique, 1555)
- De moribus veterum Gallorum (Paris, 1559; second edition, Basel, 1572)
- De militia C.J. Cæsaris
- Advertissement sur la réformation de l'université de Paris, au Roy, Paris, (1562)
- Commentariorum de religione christiana (Frankfurt, 1576)
- Три грамматики: Латинская грамматика (Grammatica latina, 1548), Греческая грамматика (Grammatica Graeca, 1560), Французская грамматика (Grammaire Française, 1562)
- Scolae physicae, metaphysicae, mathematicae (1565, 1566, 1578)

## Источник
- Раме, Пьер // Энциклопедический словарь Брокгауза и Ефрона : в 86 т. (82 т. и 4 доп.). — СПб., 1890—1907.